# Скуратовский (бывший рабочий посёлок)
Скуратовский — упразднённый рабочий посёлок в городском округе город Тула Тульской области. В 2005 году включен в состав города Тула и исключен из учётных данных.

## География
Расположен рядом с железнодорожной станцией Козлова Засека (с 1921 г. по 2001 г. — Ясная Поляна) (на линии Тула — Орёл) и в 3 км от усадьбы Ясная Поляна.

## История
Указом Президиума Верховного Совета РСФСР от 7 августа 1948 г. населенный пункт Южный Косогорского района преобразован в рабочий поселок Скуратовский.
Решением Тульского облисполкома от 30 апреля 1959 г. поселки Станционный, Матвеевские Дачи и станция Ясная Поляна включены в черту рабочего поселка Скуратовский.
Решением Тульского облисполкома от  30 апреля 1959 г. населенные пункты: Варваровка, Зимаровка и Тихвинское исключены из черты рабочего поселка Скуратовский и переданы в состав Больше-Еловского сельсовета.
Решением Тульского облисполкома от 1 апреля 1977 г. населенные пункты: Октябрьский, Новооктябрьский, Горняк, Старое и Новое Скуратово, 2-й Западный Скуратовского рабочего поселка переданы в состав рабочего поселка Менделеевский.
В конце 2004 проводился опрос по вопросу присоединения посёлка к Туле, в 2005 году принято решение о присоединении к Туле посёлков городского типа Скуратовский, Косая Гора, Горелки и Менделеевский.

## Население
| 1959   | 1970    | 1979    | 1989    | 2002    |
| ------ | ------- | ------- | ------- | ------- |
| 20 319 | ↗21 445 | ↘15 705 | ↘13 639 | ↗13 712 |

## Известные уроженцы, жители
Князев — советский и российский актёр, народный артист Российской Федерации (2001), лауреат Государственной премии Российской Федерации (1995).

## Инфраструктура

### Экономика
В Скуратовском имеются Яснополянская фабрика тары и упаковки, деревообрабатывающий комбинат (СДОК), Рудаковский машиностроительный завод, фабрика «Тулабумпром», Скуратовский опытно-экспериментальный завод (строительство одного цеха не завершено, завод не заброшен, в 2018 году недостроенный цех демонтирован)

### Образование
В посёлке Скуратово работают общеобразовательные школы (№ 67, № 68, № 70), детская музыкальная школа № 5. С 2015 года школы объединены в МБОУ «ЦО № 26» (школы: № 67, № 68, № 70, детские сады: № 159, № 160, № 161, № 162)

## Транспорт
Из других частей города в Скуратово можно добраться: на муниципальных автобусах — № 25, 26, 27А, троллейбусе № 11, из не муниципальных маршрутов — маршрутное такси № 30,35
По Скуратово курсирует автобус № 27 (по расписанию).
Также из Тулы транзитом через Скуратово следует пригородный автобус № 116 (по расписанию) «Тула (а/с Заречье) — Скуратово(переезд) — п. Ломинцево».
Есть прямое сообщение с др. районами области:
- из Щёкинского р-она пос. Ломинцево — автобус № 116 транзитный (по расписанию) «п. Ломинцево — Скуратово(переезд) — Тула (а/с Заречье)».

Действующие маршруты (данные актуальны на 29 июля 2015 года)
| Вид транспорта | Номер маршрута | Начало маршрута                    | Конец маршрута                                     |
| -------------- | -------------- | ---------------------------------- | -------------------------------------------------- |
| Автобус        | 25             | Областной онкологический диспансер | Скуратово (пос. Угольный)                          |
| Автобус        | 26             | Микрорайон «Петровский»            | Скуратово (пос. Западный)                          |
| Автобус        | 27             | пос. Северный                      | пос. Западный                                      |
| Автобус        | 27А            | пос. Плеханово                     | Скуратово (пос. Северный)                          |
| Троллейбус     | 11             | Московский вокзал                  | Скуратово (пос. Западный)                          |
| Маршрутка      | 30             | Московский вокзал                  | пос. Южный (Скуратово) — пос. Западный (Скуратово) |
| Маршрутка      | 62 транзитный  | Обл. детская больница              | пос. Прилепы                                       |
| Автобус        | 116 транзитный | Тула (а\с Заречье)                 | пос. Ломинцево                                     |